# フォンデュ・ブルギニョン

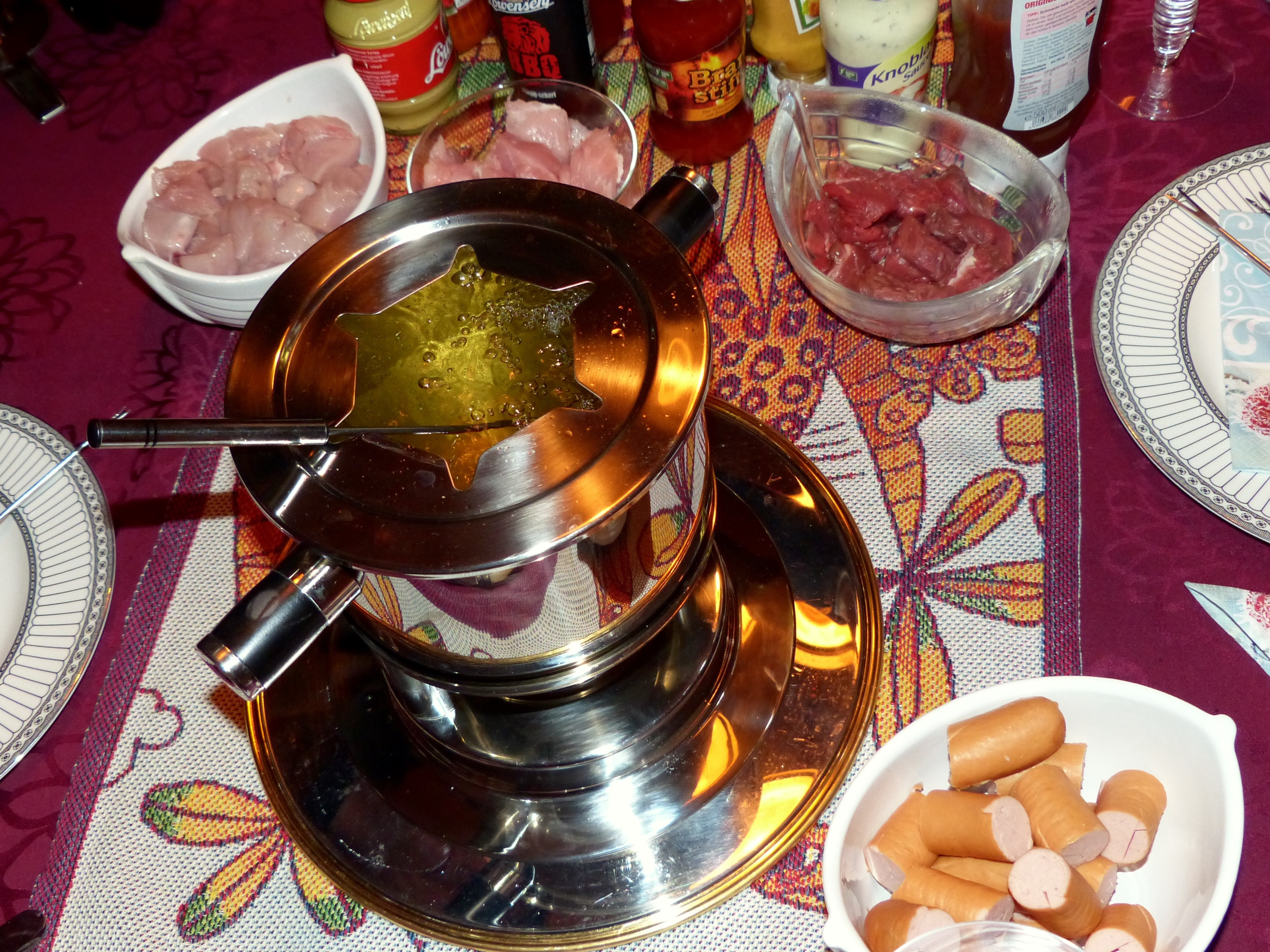
フォンデュ・ブルギニョンの例

フォンデュ・ブルギニョン（フランス語: Fondue bourguignonne）はスイス料理の1種。フォンデュ・ブルギニョンヌ、オイルフォンデュ、ミートフォンデュとも呼ばれる。肉や野菜を串に刺し、卓上の鍋で加熱したオイルで素揚げし、好みのソースを付けて食べる料理である。
「ブルゴーニュ風フォンデュ」の意味ではあるが、フランス・ブルゴーニュ地方とは関係がない。フォンデュ・ブルギニョンは1948年頃にスイス・ローザンヌにある「カフェ ボック（Café Bock）」のオーナーであるジョルジュ・エセンヴァイン（Georges Esenwein）によって考案された。 シャロレー種（ブルゴーニュ発祥の肉牛）の牛肉が食材に含まれていたことと、ブルゴーニュワインとともに提供されたことから、「ブルゴーニュ風」と名付けられた。エセンヴァインはローザンヌの出身であり、幼い頃に食べていた料理が原型となっている。